# Roger Wehrli (Fussballspieler)
Roger „Jimbo“ Wehrli (* 18. März 1956) ist ein ehemaliger Schweizer Fussballspieler und -trainer.

## Karriere als Spieler

### Vereine
Seine Juniorenzeit verbrachte Roger Wehrli beim FC Suhr.
Nach einer Saison beim FC Baden wechselte er 1975 zum FC Winterthur in die Nationalliga A. Nach dem Abstieg 1977 des FC Winterthurs wechselte er zu den Grasshoppers nach Zürich. In acht Jahren bei den Grasshoppers feierte er vier Meistertitel (Saison 1977/78, Saison 1981/82, Saison 1982/83, Saison 1983/84) und gewann einmal 1983 den Schweizer Cup. Auch International erreichte Wehrli mit denn Grasshoppers beachtliche Erfolge mit der Halbfinalteilnahme im UEFA-Cup 1977/78 und der Viertelfinalteilnahme im Europacup der Landesmeister 1978/79.
Im Sommer 1985 wechselte Wehrli zum FC Luzern, wo er fünf Jahre bis Juni 1990 spielte. Als Captain gewann er unter dem damaligen Trainer Friedel Rausch in der Saison 1988/89 die Schweizer Meisterschaft.
Zum Abschluss seiner Karriere wechselte er ab Sommer 1990 für zwei Jahre als Spielertrainer zum FC Aarau.
Im Sommer 1992 beendete er seine Karriere nach 17 Saisons, 528 Meisterschaftsspielen und 35 Toren in der Nationalliga A, damit gehört er zu den meist eingesetzten Spielern in der höchsten Schweizer Fussball-Liga aller Zeiten.
Wegen seiner direkten Art wurde er auch „Giftzahn“ genannt.

### Nationalmannschaft
Wehrli absolvierte zwischen 1978 und 1989 insgesamt 68 Länderspiele für die Schweizer Nationalmannschaft. Er debütierte am 4. April 1978 beim 0:1 im Freundschaftsspiel gegen Österreich für die Schweizer Fussballnationalmannschaft. Er führte die Schweizer Nationalmannschaft in 25 Spielen als Captain aufs Feld.

## Karriere als Trainer
Nach seinem Rücktritt als Fussballspieler trainierte er ab Sommer 1992 den FC Suhr (Spielertrainer), Diverse Nachwuchsteams des FC Luzern inkl. Assistenztrainer der 1. Mannschaft, FC Baden, FC Muri, FC Schötz, SC Schöftland und den FC Entfelden.
Wobei er 2010 mit dem FC Entfelden den Aargauer Cup gewann, damit qualifizierte sich der FC Entfelden für die 1. Hauptrunde des Schweizer Cup 2010/11, wo er auf seinen ehemaligen Club FC Luzern traf. 2011 stieg er mit dem FC Entfelden in die 2. Liga interregional auf und holte wieder den Sieg im Aargauer Cup, damit qualifizierte sich der FC Entfelden auch für die 1. Hauptrunde des Schweizer Cup 2011/12. Im Juli 2011 trat er als Trainer des FC Entfelden zurück.

## Erfolge
als Spieler
Grasshopper Club Zürich
- Schweizer Meister: 1977/78, 1981/82, 1982/83, 1983/84
- Schweizer Cupsieger: 1983

FC Luzern
- Schweizer Meister: 1988/89

als Trainer
- Aargauer Cupsieger 2010 und 2011 mit dem FC Entfelden
- Aufstieg in die 2. Liga interregional 2011 mit dem FC Entfelden